# Nando Cicero
Nando Cicero (eigentlich Fernando Cicero, * 22. Januar 1931 in Asmara, Eritrea; † 30. Juli 1995 in Rom) war ein italienischer Filmregisseur, Drehbuchautor und Schauspieler. Bekannt wurde er durch seine Italowestern in den späten 1960er Jahren.

## Leben
Cicero begann seine Karriere Anfang der 1950er Jahre als Schauspieler in Rom, kam aber über Nebenrollen nicht hinaus, sodass er auf die andere Seite der Kamera wechselte und als Regieassistent unter anderem bei Luchino Visconti und Francesco Rosi tätig war. Ab Mitte der 1960er Jahre drehte er als Regisseur etliche Filme; unter seinen Italowestern ragt Zweimal Judas mit Klaus Kinski heraus. Später wandte er sich Komödien zu und drehte mit Franco & Ciccio sowie einige der Sexy Comedies mit Edwige Fenech.

## Filmografie (Auswahl)

### Darsteller
- 1954: El Alamein (Divisione Folgore)
- 1955: Il campanile d'oro
- 1955: Treu bis in den Tod (Andrea Chénier)
- 1959: Herkules und die Königin der Amazonen (Ercole e la regina di Lidia)
- 1959: L'inferno addosso
- 1961: Der furchtlose Rebell (Vanina Vanini)

### Regieassistent
- 1957: Weiße Nächte (Le notti bianche)
- 1960: Rote Lippen – schlanke Beine (Labbra rossi)
- 1960: Die drei Musketiere der Meere (I moschettieri del mare)
- 1962: Wer erschoss Salvatore G.? (Salvatore Giuliano)
- 1963: Hände über der Stadt (Le mani sulla città)

### Regie
- 1967: Ein Stoßgebet für drei Kanonen (Professionisti per un massacro)
- 1967: Die Zeit der Geier (Il tempo degli avvoltoi)
- 1968: Il marchio di Kriminal
- 1968: Zweimal Judas (Due volte Giuda)
- 1970: Wer hat Euch bloß den Führerschein gegeben? (Ma chi t’ha dato la patente?)
- 1971: Zwei Trottel an der Front (Armiamoci e partite!)
- 1973: Der Spätzünder (Ultimo tango a Zagarol)
- 1973: Bella, ricca, lieve difetto fisico cerca anima gemella
- 1975: Il gatto mammone
- 1975: Die Bumsköpfe (L’insegnante)
- 1976: Die Knallköpfe der 6. Kompanie (La dottoressa del distretto militare)
- 1977: Die letzten Heuler der Kompanie (La soldatessa alla visita militare)
- 1978: Die trüben Tassen der Stube 9 (La soldatessa alle grandi manovre)
- 1983: Paulo Roberto Cotechiño centravanti di sfondamento